# Arachnothryx sinaloae
Arachnothryx sinaloae är en måreväxtart som beskrevs av Attila L. Borhidi. Arachnothryx sinaloae ingår i släktet Arachnothryx och familjen måreväxter. Inga underarter finns listade i Catalogue of Life.